# MM一族 角色CD
MM一族 角色CD（えむえむっ! キャラクターシーディー）是電視動畫《MM一族》的角色歌曲單曲系列。

## 概要
電視動畫《MM一族》的角色歌曲。於2010年12月15日和2011年1月26日由GloryHeaven合計2枚發售。歌和消息是各自作品中擔任女主角的石動美緒的配音員竹達彩奈和結野嵐子的配音員早見沙織。和之前以石動美緒的名義前作「HELP!!」相隔大約2個月的發行。兩者的單曲前半是各人物的角色歌，後半收錄廣播CD和off vocal。各系列CD的封面都印有石動美緒和結野嵐子的畫像。
「美緒大人CD」在2010年12月27日的Oricon公信榜獲得98位。最初發售有800枚的記錄。

## 發行一覧

### 美緒大人CD
收錄曲
1. 正気≒狂気らぶそでぃー [3:54]
作詞：こだまさおり、作曲、編曲：corin.
2. Happy Birthday, my holy day [3:43]
作詞：こだまさおり、作曲、編曲：橋本由香利
3. 美緒様とデート♥ [1:22]
4. 美緒様とデート♥ [0:19]
5. 美緒様とデート♥ [0:27]
6. 美緒様とデート♥ [1:14]
7. 美緒様とデート♥ [0:23]
8. 美緒様とデート♥ [0:29]
9. 美緒様とデート♥ [1:21]
10. 美緒様とデート♥ [0:24]
11. 美緒様とデート♥ [0:26]
12. 美緒様とデート♥ [1:27]
13. 美緒様とデート♥ [0:22]
14. 美緒様とデート♥ [0:29]
15. 美緒様とデート♥ [1:40]
16. 正気≒狂気らぶそでぃー（instrumental）
17. Happy Birthday, my holy day（instrumental）

### 嵐子CD
收錄曲
1. あなたとわたしのディスタンス
作詞：こだまさおり、作曲：田代智一、編曲：Tron-LM
2. Melty time 〜やさしい場所で
作詞：こだまさおり、作曲、編曲：橋本由香利
3. 嵐子とデート♥ Track3
4. 嵐子とデート♥ Track4
5. 嵐子とデート♥ Track5
6. 嵐子とデート♥ Track6
7. 嵐子とデート♥ Track7
8. 嵐子とデート♥ Track8
9. 嵐子とデート♥ Track9
10. 嵐子とデート♥ Track10
11. 嵐子とデート♥ Track11
12. 嵐子とデート♥ Track12
13. 嵐子とデート♥ Track13
14. 嵐子とデート♥ Track14
15. 嵐子とデート♥ Track15
16. あなたとわたしのディスタンス（instrumental）
17. Melty time 〜やさしい場所で（instrumental）

## 解説
| 曲名                        | 詳細                               |
| --------------------------- | ---------------------------------- |
| Happy Birthday, my holy day | 電視動畫《》第12話（最終回）片尾曲 |

## 外部連結
- CD介紹
  - 美緒様CD （页面存档备份，存于）
  - 嵐子CD （页面存档备份，存于）